# Poretschje (Kaliningrad, Slawsk)
Poretschje (Поречье, deutsch Polenzhof) war ein Ort in der russischen Oblast Kaliningrad. Seine Ortsstelle liegt im Gebiet des Munizipalkreises Rajon Slawsk (Stadtkreis Heinrichswalde).

## Geographische Lage
Die Ortsstelle Poretschjes liegt im Nordwesten der Oblast Kaliningrad (Gebiet Königsberg (Preußen)) im Südwesten des Rajon Slawsk, 17 Kilometer westlich der Rajonshauptstadt Slawsk (deutsch Heinrichswalde).

## Geschichte
Bei dem einstigen Polentzenhof – nach 1785 Polentzhof und bis 1947 Polenzhof genannt – handelte es sich um ein langgestrecktes Dorf mit einer Windmühle und einem 1785 erwähnten Krug. 1874 wurde der Ort in den neu errichteten Amtsbezirk (Alt) Seckenburg im ostpreußischen Kreis Niederung (1938 bis 1945 „Kreis Elchniederung“) eingegliedert. Etwa 1890 wurde Polenzhof in  den Amtsbezirk Jodgallen umgegliedert, der ab 1939  „Amtsbezirk Grünhausen“ hieß.
238 Einwohner waren im Jahre 1910 in Polenzhof registriert. Ihre Zahl stieg bis 1925 auf 246 und belief sich 1933 auf 237 und 1939 auf 208.
In Kriegsfolge wurde 1945 das nördliche Ostpreußen an die Sowjetunion abgetreten und in die Oblast Kaliningrad integriert. 1947 erhielt Polenzhof die russische Namensform „Poretschje“ und wurde in den Sapowednenski selski Sowet/okrug (Dorfsowjet Seckenburg) einbezogen. Doch fand keine Besiedlung des Ortes statt, der bereits vor 1975 als verlassen galt und aufgegeben wurde. Seine Ortsstelle liegt heute im Bereich des Munizipalkreises Rajon Slawsk (Stadtkreis Heinrichswalde) in der Oblast Kaliningrad der Russischen Föderation.

## Religion
Christentum
Bis 1945 war Polenzhof in die evangelische Kirche Seckenburg (russisch Sapowednoje) in der Kirchenprovinz Ostpreußen der Kirche der Altpreußischen Union eingepfarrt. Katholischerseits gehörte der Ort zur Pfarrei in Tilsit (russisch Sowetsk) im damaligen Bistum Ermland.

## Verkehr
Die Ortsstelle Polenzhof ist kaum noch wahrnehmbar. Sie ist über eine Nebenstraße von Sapowednoje (Seckenburg) aus zu erreichen.